# 에어펌프

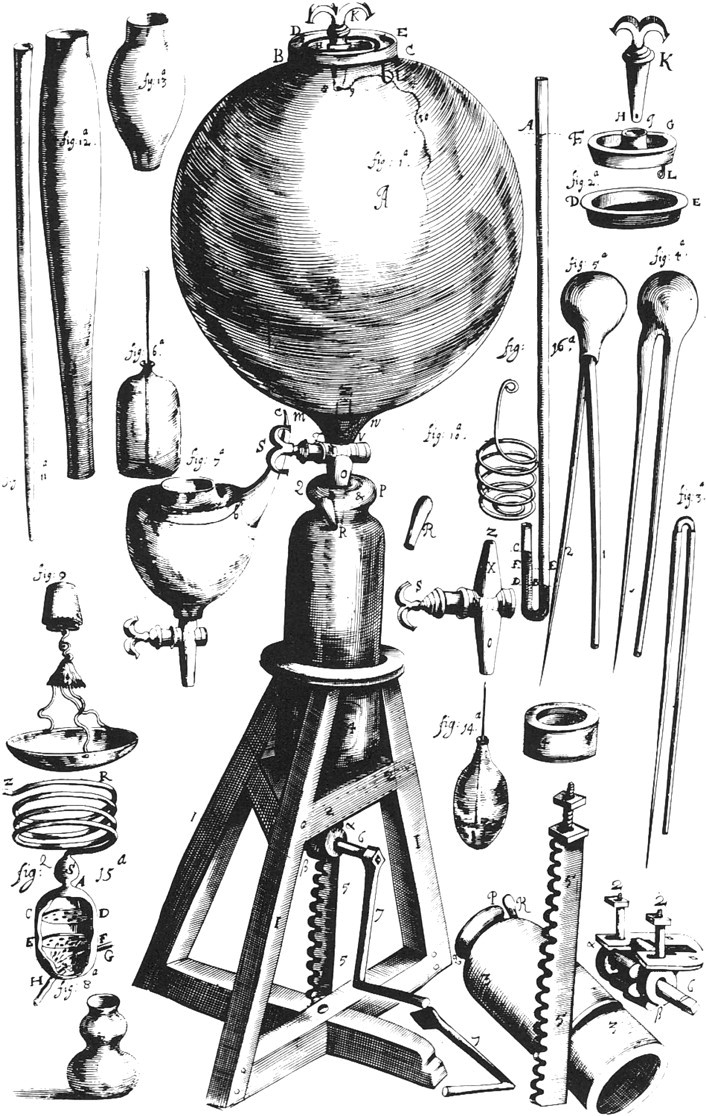

에어펌프(air pump)는 공기를 밀어내는 펌프이다. 예를 들면 자전거 펌프, 그리고 에어스톤을 통해 수족관, 못의 공기를 통하게 하기 위해 사용되는 펌프가 있다. 파이프 오르간 등에 힘을 주기 위해 사용되는 가스 압축기, 불을 내기 위해 사용되는 풀무, 진공 청소기, 진공펌프도 다른 예이다. 이 모든 에어펌프는 공기의 흐름을 통제하는 부품을 포함하고 있다. 공기가 움직이면 저압의 영역은 더 많은 공기로 채워지게 된다.